# The Monster (canción)
«The Monster» —en español, «El monstruo»— es una canción del artista estadounidense de hip hop Eminem, en colaboración con la cantante barbadense Rihanna, incluida en el octavo álbum de estudio de Eminem The Marshall Mathers LP 2. La canción fue escrita por Bebe Rexha, Marshall Mathers y Jon Bellion, bajo la producción de Frequency. «The Monster» es la cuarta colaboración entre Eminem y Rihanna, después de «Love the Way You Lie» y su secuela (2010), y «Numb» (2012). Fue lanzado el 28 de octubre de 2013, como el cuarto sencillo del álbum. La canción refleja los demonios internos de Rihanna mientras que Eminem reflexiona sobre los efectos negativos de la fama.
Se transformó en un éxito en varias partes del mundo, encabezando las listas en quince países, entre ellos Australia, Canadá, Francia, Irlanda, Nueva Zelanda, Suiza, Reino Unido y en el Billboard Hot 100 de los Estados Unidos. También se convirtió en el primer sencillo de Eminem en lograr el número uno en el Billboard Hot R&B/Hip-Hop Songs y ha alcanzado la lista de los diez más populares en Austria, Bélgica, Italia y España.

## Antecedentes y producción

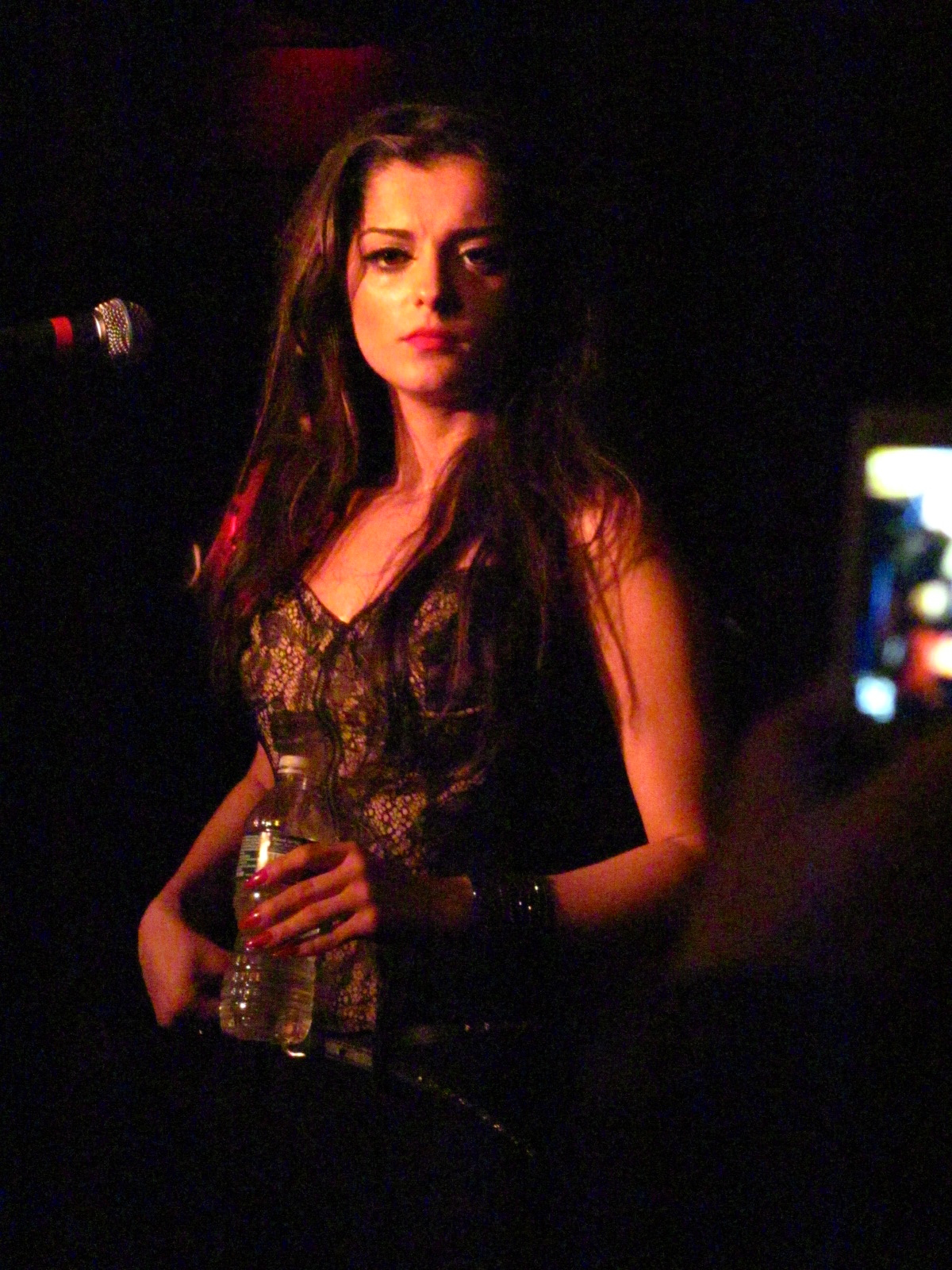
La canción, "Monster Under My Bed", escrita por Bebe Rexha, originalmente estaba destinada a ser utilizada en su propio álbum debut. El coro se plagió y, finalmente, se acreditó más tarde para "The Monster".

En 2010, Eminem y Rihanna lanzaron su primera colaboración oficial titulada "Love the Way You Lie".  La canción recibió tanto éxito comercial como de crítica y encabezó la lista Billboard Hot 100 de EE. UU. durante siete semanas consecutivas. A finales de año, se vendieron 854.000 copias de la canción en el Reino Unido, lo que convirtió a "Love the Way You Lie" en la canción más vendida del país en 2010. El mismo año, una secuela del sencillo, titulada "Love the Way You Lie (Part II)" fue lanzado como parte del quinto álbum de estudio de Rihanna, Loud; principalmente ve los asuntos desde la perspectiva de la protagonista femenina. En noviembre de 2012, Eminem y Rihanna colaboraron nuevamente en "Numb", que se incluyó en el séptimo álbum de Rihanna, Unapologetic.
En noviembre de 2012, la cantante estadounidense Bebe Rexha estaba el estudio Stadium Red en Harlem, Nueva York, trabajando en el material que se incluiría en su álbum debut. En ese momento, escribió "Monster Under My Bed"; Intentó hacer su primer contrato discográfico al enviar a compañías dicha canción, pero todas se negaron a darle un contrato. Rexha no se rindió y pudo conseguir el correo electrónico de Eminem y le envío la canción para que él la apoyara y la cantara junto a ella, pero no obtuvo una respuesta.
Eminem recibió dicho correo electrónico y, al escuchar el tema, quedó enganchado; se la envío a Rihanna y, a los pocos días, la grabaron, incluso dejaron la voz de Rexha en el post coro ya que Rihanna no pudo llegar al tono con su timbre. El 22 de octubre, Eminem reveló la lista de canciones de su octavo álbum de estudio, The Marshall Mathers LP 2, incluido "The Monster", en el que se acreditó a Rihanna como artista invitada.
Rexha no obtuvo créditos por dicha composición y, al enterarse de esto, decidió demandar a Eminem por plagio. Finalmente, ganó la demanda al mostrar pruebas del proceso de creación y composición junto a sus dos amigos instrumentistas, obtuvo créditos como compositora y comenzó a recibir regalías por dicha canción.

## Video musical
El video musical fue dirigido por Rich Lee, que trabajo anteriormente para Eminem. Las partes de Eminem y Rihanna se grabaron el 20 de noviembre de 2013 en Detroit.
Comienza mostrando el consultorio de la psiquiatra, a quien personifica Rihanna en el que aparecen aparatos que monitorean las reacciones de Eminem en una terapia de choque que hace que se desdoble y baje por un ascensor recordando su trayectoria. En un televisor aparecen varias escenas de su carrera musical incluyendo imágenes de «My Name Is» (con la camisa de fuerza), «Lose Yourself», «The Way I Am» (en las que cae del rascacielos); pero esta vez cantando el verso de Eminem en ese instante; también se aprecian partes de los videos 3 a. m. y «Stan», (imágenes de la versión que interpretó con Elton John en los Premios Grammy de 2001), todo esto acompañado de palabras como violencia, familia, locura, muerte, fama y adicción. Mientras muestra a Rihanna interpretando la canción, mientras la pared del fondo se va desquebrajando. Finalmente, Eminem llega a un descampado donde dos soldados fuertemente armados vigilan una jaula donde se encuentra el mismo enloquecido (presumiblemente se trata de Slim Shady) y le arroja un papel para recordarle quien es. Eminem recoge el papel y sigue su camino de vuelta hacia el ascensor, mientras que el monstruo queda en su jaula encerrado, totalmente frenético queriendo escapar.
En julio de 2014, el clip de «The Monster» fue nominado a tres premios MTV Video Music Awards, específicamente en las categorías Mejor video masculino, Mejor colaboración y Mejor dirección.

## Lista de canciones
- Sencillo en CD[1]

1. «The Monster» (versión explícita) (con Rihanna) — 4:10
2. «The Monster» (versión editada) (con Rihanna) — 4:10

## Otras versiones
- JG Quintel y Seth Macfalarne hicieron una versión para sus series Regular Show y Padre de familia.

## Posicionamiento en listas y certificaciones
| Lista (2013)                           | Mejor posición |
| -------------------------------------- | -------------- |
| Alemania (Offizielle Deutsche Charts)  | 3              |
| Australia (ARIA)                       | 1              |
| Austria (Ö3 Austria Top 40)            | 6              |
| Bélgica (Flandes) (Ultratop 50)        | 2              |
| Bélgica (Valonia) (Ultratop 50)        | 4              |
| Brasil (Hot 100 Airplay)               | 36             |
| Canadá (Canadian Hot 100)              | 1              |
| Dinamarca (Tracklisten)                | 2              |
| Escocia (The Official Charts Company)  | 1              |
| España (Top 100 Canciones)             | 9              |
| Estados Unidos (Billboard Hot 100)     | 1              |
| Estados Unidos (Billboard Hot 100)     | 1              |
| Estados Unidos (Hot R&B/Hip-Hop Songs) | 1              |
| Estados Unidos (Hot Rap Songs)         | 1              |
| Estados Unidos (Mainstream Top 40)     | 1              |
| Estados Unidos (Adult Top 40)          | 22             |
| Estados Unidos (Hot Dance Club Songs)  | 22             |
| Finlandia (OFC)                        | 1              |
| Francia (SNEP)                         | 1              |
| Grecia (IFPI Airplay)                  | 17             |
| Hungría (Single Top 20)                | 2              |
| Irlanda (IRMA)                         | 1              |
| Israel (Media Forest)                  | 1              |
| Italia (FIMI)                          | 5              |
| Japón (Japan Hot 100)                  | 20             |
| Noruega (VG-lista)                     | 1              |
| Nueva Zelanda (Recorded Music NZ)      | 1              |
| Países Bajos (Dutch Top 40)            | 2              |
| Polonia (Polish Airplay Top 100)       | 1              |
| Reino Unido (UK Singles Chart)         | 1              |
| Reino Unido (UK R&B Chart)             | 1              |
| República Checa (Radio Top 100 Chart)  | 4              |
| Suecia (Sverigetopplistan)             | 1              |
| Suiza (Schweizer Hitparade)            | 1              |
| Venezuela (Pop Rock General)           | 1              |

| País           | Lista (2013)          | Posición |
| -------------- | --------------------- | -------- |
| Australia      | ARIA Charts           | 24       |
| Estados Unidos | Hot R&B/Hip-Hop Songs | 42       |
| Estados Unidos | Rap Songs             | 32       |
| Italia         | FIMI Charts           | 87       |
| Nueva Zelanda  | Recorded Music NZ     | 34       |

| País           | Organismo certificador | Certificación | Ventas  | Ref.   |
| -------------- | ---------------------- | ------------- | ------- | ------ |
| Australia      | ARIA                   | 5× Platino    | 350 000 | [ 50 ] |
| Bélgica        | BEA                    | Oro           | 15 000  | [ 51 ] |
| Canadá         | Music Canada           | 2× Platino    | 160 000 | [ 52 ] |
| Dinamarca      | IFPI Dinamarca         | 3× Platino    | 90 000  | [ 53 ] |
| Estados Unidos | RIAA                   | 3× Platino    | 3 000   | [ 54 ] |
| Italia         | FIMI                   | 2× Platino    | 100 000 | [ 55 ] |
| México         | AMPROFON               | Platino       | 60 000  | [ 56 ] |
| Nueva Zelanda  | RMNZ                   | 2× Platino    | 30 000  | [ 57 ] |
| Reino Unido    | BPI                    | Platino       | 600 000 | [ 58 ] |
| Suecia         | IFPI Suecia            | 5× Platino    | 200 000 | [ 59 ] |
| Suiza          | IFPI Suiza             | Platino       | 30 000  | [ 60 ] |
| Venezuela      | APFV                   | Platino       | 10 000  | [ 61 ] |

### Sucesión en listas
| Anterior: «Royals» de Lorde                     | UK Singles Chart — Sencillo n.º 1 3 de noviembre de 2013 — 9 de noviembre de 2013                                                     | Siguiente: «Look Right Through» (MK Remix) de Storm Queen  |
| Anterior: «Hey Brother» de Avicii               | Sverigetopplistan — Sencillo n.º 1 15 de noviembre de 2013 — 6 de diciembre de 2013                                                   | Siguiente: «Timber» de Pitbull con Kesha                   |
| Anterior: «Royals» de Lorde                     | Canadian Hot 100 — Sencillo n.º 1 16 de noviembre de 2013 — 22 de noviembre de 2013 30 de noviembre de 2013 — 13 de diciembre de 2013 | Siguiente: «Royals» de Lorde «Timber» de Pitbull con Kesha |
| Anterior: «Borrow My Heart» de Taylor Henderson | ARIA Singles Chart — Sencillo n.º 1 18 de noviembre de 2013 — 9 de diciembre de 2013                                                  | Siguiente: «All of Me» de John Legend                      |
| Anterior: «Wrecking Ball» de Miley Cyrus        | Billboard Hot 100 — Sencillo n.º 1 21 de diciembre de 2013 — 18 de enero de 2014                                                      | Siguiente: «Timber» de Pitbull con Kesha                   |

## Historial de lanzamientos
| País           | Fecha                   | Formato                     | Discográfica(s)              |
| -------------- | ----------------------- | --------------------------- | ---------------------------- |
| Francia        | 29 de octubre de 2013   | Descarga digital            | Aftermath, Interscope, Shady |
| Alemania       | 29 de octubre de 2013   | Descarga digital            | Aftermath, Interscope, Shady |
| Italia         | 29 de octubre de 2013   | Descarga digital            | Aftermath, Interscope, Shady |
| España         | 29 de octubre de 2013   | Descarga digital            | Aftermath, Interscope, Shady |
| Reino Unido    | 29 de octubre de 2013   | Descarga digital            | Aftermath, Interscope, Shady |
| Estados Unidos | 29 de octubre de 2013   | Descarga digital            | Aftermath, Interscope, Shady |
| Italia         | 29 de octubre de 2013   | Radio hit Contemporáneo     | Universal                    |
| Reino Unido    | 30 de octubre de 2013   | Radio hit Contemporáneo     | Aftermath, Interscope, Shady |
| Reino Unido    | 31 de octubre de 2013   | radio urbana contemporánea  | Aftermath, Interscope, Shady |
| Estados Unidos | 5 de noviembre de 2013  | Radio hit Contemporáneo     | Aftermath, Interscope, Shady |
| Estados Unidos | 5 de noviembre de 2013  | radio rítmica contemporánea | Aftermath, Interscope, Shady |
| Estados Unidos | 11 de noviembre de 2013 | radio urbana contemporánea  | Aftermath, Interscope, Shady |
| Alemania       | 18 de noviembre de 2013 | Sencillo en CD              | Interscope, Universal        |